# Herman Glass
Herman Theobald Glass (ur. 15 października 1880 w Los Angeles, zm. 13 stycznia 1961 tamże) – amerykański gimnastyk, medalista olimpijski.
W 1904 reprezentował barwy Stanów Zjednoczonych na rozegranych w Saint Louis letnich igrzyskach olimpijskich, podczas których zdobył złoty medal w konkurencji ćwiczeń na kółkach.